# Tore Hagebakken

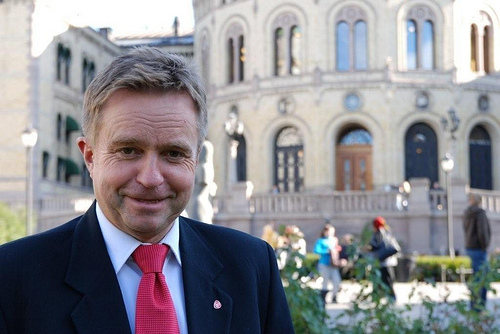
Tore Hagebakken, 2012

Tore Hagebakken (* 8. Januar 1961 in Vestre Toten) ist ein norwegischer Journalist und Politiker der sozialdemokratischen Arbeiderpartiet (Ap). Von März 2000 bis Oktober 2001 war er Staatssekretär, von 2005 bis 2021 war er Abgeordneter im Storting.

## Leben
Nach dem Abschluss der Schulzeit begann Hagebakken im Jahr 1980 als Journalist beim Oppland Arbeiderbladet zu arbeiten, wo er bis 1991 blieb. In den Jahren 1979 bis 1983 sowie erneut von 1991 bis 2005 saß er im Kommunalparlament von Gjøvik. Er diente dabei ab 1991 als Bürgermeister der Kommune. Zwischen 1983 und 1987 und wiederum zwischen 1989 und 1991 war Hagebakken außerdem Abgeordneter im Fylkesting der damaligen Provinz Oppland. Am 24. März 2000 wurde Hagebakken zum Staatssekretär im Sozial- und Gesundheitsministerium ernannt. Er behielt diesen Posten bis zum Abtritt der Regierung Jens Stoltenberg I am 18. Oktober 2001. Während der Regierungszugehörigkeit war er von seinem Amt als Bürgermeister von Gjøvik freigestellt.
Hagebakken zog bei der Parlamentswahl 2005 erstmals in das norwegische Nationalparlament Storting ein. Dort vertrat er den Wahlkreis Oppland und wurde zunächst Mitglied im Kommunal- und Verwaltungsausschuss. In der Zeit zwischen Oktober 2006 und September 2009 übernahm er den Vorsitz dieses Ausschusses. Nach der Wahl 2009 wechselte er in den Gesundheits- und Pflegeausschuss, wo er als zweiter stellvertretender Vorsitzender diente. Im November 2011 ging Hagebakken während der laufenden Legislaturperiode in den Justizausschuss über. Nach der Stortingswahl 2013 wurde er Teil des Finanzausschusses. Im Oktober 2017 kehrte er in den Gesundheits- und Pflegeausschuss zurück. Hagebakken war zwischen Oktober 2006 und November 2011 zudem Teil des Fraktionsvorstandes der Arbeiderpartiet-Gruppierung im Storting.
Im Juni 2020 gab Hagebakken bekannt, dass er bei der Parlamentswahl 2021 nicht erneut für einen Sitz im Storting kandidieren werde. Er erklärte, sich nach der Wahl aus der Politik zurückziehen zu wollen. In der Folge schied er im Herbst 2021 aus dem Parlament aus.